# Rubroboletus
Rubroboletus Kuan Zhao & Zhu L. Yang (krwistoborowik) – rodzaj grzybów należący do rodziny borowikowatych (Boletaceae).

## Charakterystyka
Nowy rodzaj Rubroboletus utworzono na podstawie analizy filogenetycznej ITS i połączonych zestawów danych sekwencji LSU, tef1-α, rpb1 i rpb2. Morfologicznie odróżnia się od innych rodzajów borowikowatych następującymi cechami: czerwonawą powierzchnią kapelusza, pomarańczowoczerwoną do krwistoczerwonej powierzchnią hymenoforu, żółtymi rurkami, plamkami lub siateczką na powierzchni trzonu o barwie od różowej do czerwonej na żółtym tle trzonu, zmianą koloru na niebieski po uszkodzeniu, nieamyloidalnym miąższem, gładkimi zarodnikami o barwie oliwkowobrązowej i splecionymi strzępkami typu trichoderma w skórce kapelusza. Badania molekularne wraz z cechami morfologicznymi potwierdziły, że gatunki te różnią się od rodzaju Boletus (borowik), do którego wcześniej były zaliczane.
W 2024 r. na Index Fungorum do rodzaju Rubroboletus zaliczono 21 gatunków pewnych i 1 wątpliwy. Występują na różnych kontynentach, największa różnorodność gatunków występuje w Europie. Przedstawiciele Rubroboletus mają znaczenie ekonomiczne; niektóre gatunki to grzyby jadalne, są wśród nich także grzyby lecznicze ze względu na swój potencjał antyoksydacyjny i obecność różnych metabolitów. Niektóre gatunki to grzyby trujące.

## Systematyka
Pozycja w klasyfikacji według Index Fungorum: Rubroboletus, Boletaceae, Boletales, Agaricomycetidae, Agaricomycetes, Agaricomycotina, Basidiomycota, Fungi.
W ostatnich latach prowadzono badania filogenetyczne w obrębie rodzaju Boletus (borowik). W ich wyniku systematyka tego rodzaju uległa znacznej zmianie. Rodzaj Rubroboletus utworzono przez wyłączenie niektórych gatunków z rodzaju Boletus. W 2021 r. Komisja ds. Polskiego Nazewnictwa Grzybów Polskiego Towarzystwa Mykologicznego zarekomendowała używanie nazwy krwistoborowik.
Niektóre gatunki:
- Rubroboletus dupainii (Boud.) Kuan Zhao & Zhu L. Yang 2014 – krwistoborowik ciepłolubny
- Rubroboletus eastwoodiae (Murrill) Arora, C.F. Schwarz & J.L. Frank 2015[5]
- Rubroboletus haematinus (Halling) D. Arora & J.L. Frank 2015
- Rubroboletus latisporus Kuan Zhao & Zhu L. Yang 2014
- Rubroboletus legaliae (Pilát & Dermek) Della Maggiora & Trassinelli 2015 – krwistoborowik lubczykowy
- Rubroboletus lupinus (Fr.) Costanzo, Gelardi, Simonini & Vizzini 2015 – krwistoborowik wilczy
- Rubroboletus pulcherrimus (Thiers & Halling) D. Arora, N. Siegel & J.L. Frank 2015
- Rubroboletus pulchrotinctus (Alessio) Kuan Zhao & Zhu L. Yang 2014
- Rubroboletus rhodosanguineus (Both) Kuan Zhao & Zhu L. Yang 2014
- Rubroboletus rhodoxanthus (Krombh.) Kuan Zhao & Zhu L. Yang 2014 – krwistoborowik purpurowy
- Rubroboletus rubrosanguineus (Cheype) Kuan Zhao & Zhu L. Yang 2014 – krwistoborowik świerkowo-jodłowy
- Rubroboletus satanas (Lenz) Kuan Zhao & Zhu L. Yang 2014 – krwistoborowik szatański
- Rubroboletus sinicus (W.F. Chiu) Kuan Zhao & Zhu L. Yang 2014

Wykaz gatunków i nazwy naukowe na podstawie Index Fungorum.